# Amy Marjorie Dale
Amy Marjorie Dale FBA (* 15. Januar 1901 in West Bridgford, Nottingham; † 4. Februar 1967 in London) war eine britische Gräzistin.
Ihr Studium der Classics absolvierte Amy Marjorie Dale am Somerville College, Oxford. Das anschließende postgraduate-Studium führte sie an die Universität Wien zu Ludwig Radermacher.  Von 1927 bis 1929 hatte sie ihre erste Anstellung am Westfield College der Universität von London, eine weitere Stelle an der Lady Margaret Hall, Oxford, folgte. Von dort ging sie ein Jahr lang an die Universität Lund zu Albert Wifstrand. Während des Zweiten Weltkriegs (1939) leistete sie Dienst an Verschlusssachen im Außenministerium und arbeitete in ihrer freien Zeit an der Übersetzung des Agamemnon des Aischylos von Eduard Fraenkel. 1944 heiratete sie T. B. L. Webster, der in derselben Abteilung des Außenministeriums beschäftigt war. Nach dem Krieg ging sie mit ihm nach Manchester, wo er eine Professur für griechische Philologie innehatte. Als dieser 1948 den Chair of Greek am University College London erhielt, wurde ihr eine lectureship Birkbeck College angeboten, die sie annahm. 1952 wurde sie dort zum Reader in Classics ernannt und 1957 zum Fellow of the British Academy. 1959  wurde ihr die Ehre eines personal chair in Greek zuteil. 1963 trat sie in den Ruhestand. 1962 wurde sie zum honorary Fellow des Somerville College ernannt, 1963 zum Professor Emeritus in Greek der Universität von London. 
Ihr Forschungsschwerpunkt lag auf der griechischen Tragödie, insbesondere Euripides und der Metrik der Chorlieder und lyrischen Partien der Tragödie, ein Gebiet, auf dem sie bis in die Gegenwart führend bleiben sollte.

## Schriften (Auswahl)
Schriftenverzeichnis
- Bibliography of the writings of A. M. Dale, in: Collected Papers. Edited by T. B. L. Webster und E. G. Turner. Cambridge 1969 (siehe unten), 295–296.

Schriften
- The Lyric Metres of Greek Drama. Cambridge 1948, zweite Auflage postum 1968.
- Euripides, Alkestis. Edited with introduction and commentary. Oxford 1954.
- Words, Music, and Dance. Inaugural Lecture at Birkbeck College. London 1960.
- Euripides, Helen. Edited with introduction and commentary. Oxford 1967.
- Collected Papers. Edited by T. B. L. Webster and E. G. Turner. Cambridge 1969, (Auszüge online) – Posthum herausgegeben, enthält auch unveröffentlichte Aufsätze.
- Metrical Analyses of tragic choruses I–III. London 1971–1983 (vol. 1, BICS Suppl. XXI,1, London 1971; vol. 2 BICS Suppl. XXI,2, London 1981; vol. 3 BICS Suppl. XXI,3, London 1983) – Posthum herausgegeben.